# Christian Welzel

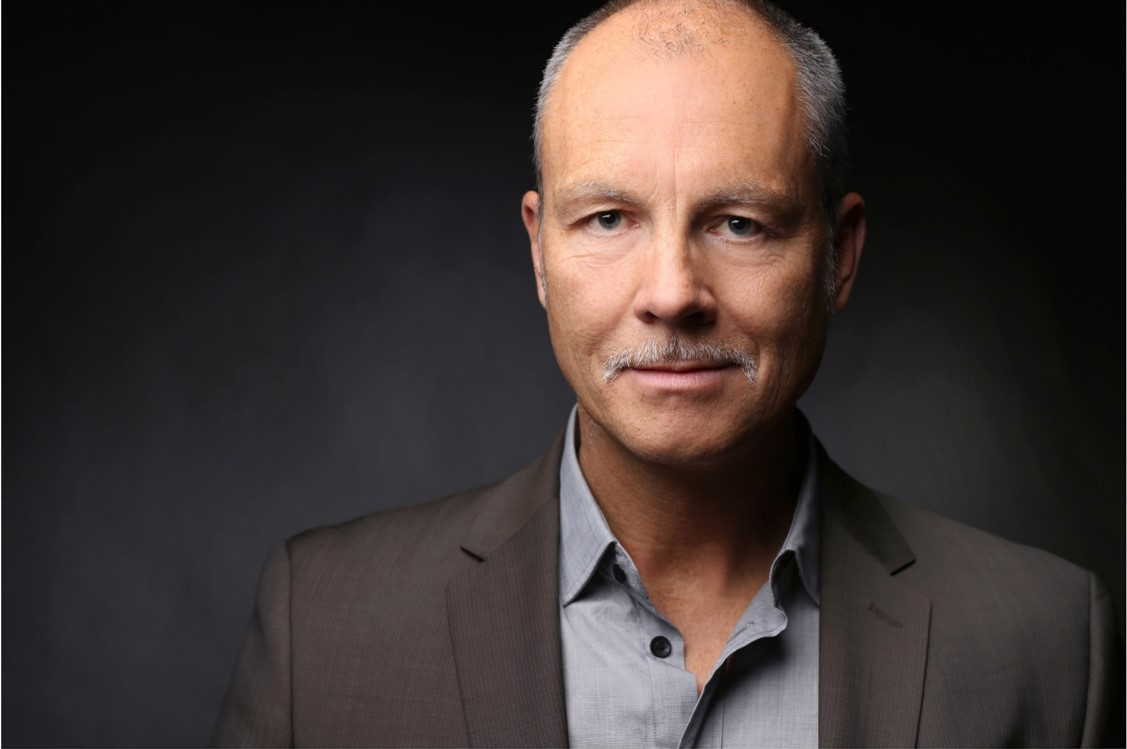
Christian Welzel

Christian Welzel (1964) is een Duits politicoloog.

## Carrière
Vanaf 2010 werkt hij als hoogeleraar voor Onderzoek naar de politieke cultuur (Professor für die politische Kulturforschung) aan de Leuphana Universiteit in Lüneburg, Duitsland en als hoogeleraar voor Onderzoek aan de Higher School of Economics in Sint-Petersburg, Rusland.
Christian Welzel heeft zich gespecialiseerd in het onderzoek naar de veranderingen in het geloof- en waardepatronen van mensen, en naar de invloed van waarden op sociaal en politiek terrein.
Voor zijn onderzoek maakt hij onder meer gebruik van de resultaten van de World Values Survey. Sinds 2008 is hij als adjunct president van de World Values Survey Association verantwoordelijk voor de ontwikkeling van dit globale onderzoeksproject. 
In zijn recente boek Freedom Rising omschrijft Christian Welzel het proces van de menselijke ontwikkeling. Hij laat zien dat waardenpatronen cruciaal zijn voor de opkomst en ontwikkeling van democratische instellingen.

## Publicaties
- Russell J. Dalton/Welzel, Welzel (Eds.) (2015): The Civic Culture Transformed. From Allegiant to Assertive Citizens. Cambrdige University Press, New York/Cambridge, ISBN 9781107039261.
- Welzel, Christian (2013), Freedom Rising: Human Empowerment and the Quest for Emancipation (en), New York: Cambridge University Press, ISBN 9781107034709.
- Inglehart, Ronald & Welzel, Christian (2005), Modernization, Cultural Change and Democracy: The Human Development Sequence, New York: Cambridge University Press, ISBN 9780521846950.
- Welzel, Christian (2002), Fluchtpunkt Humanentwicklung: Über die Grundlagen der Demokratie und die Ursachen ihrer Ausbreitung, Opladen: Westdeutscher Verlag, ISBN 3531136089.
- Welzel, Christian (1997), Demokratischer Elitenwandel: Die Erneuerung der ostdeutschen Elite aus demokratie-soziologischer Sicht, Opladen: Leske und Budrich, doi:10.1007/978-3-663-09587-3, ISBN 9783663095880.
- Haerpfer, Christian; Bernhagen, Patrick; Inglehart, Ronald & Welzel, Christian (2009), Democratization, Oxford: Oxford University Press, ISBN 9780199233021.
- Lauth, Hans-Joachim; Pickel, Gert & Welzel, Christian (2000), Demokratiemessung: Konzepte und Befunde im internationalen Vergleich, Opladen: Westdeutscher Verlag, doi:10.1007/978-3-322-89590-5, ISBN 9783531134383.